# Татјана Самоленко
Татјана Владимировна Самоленко (рус. Татьяна Владимировна Самоленко), рођена Хамитова, из првог брака Самоленко, из другог брака Доровски, 12. август 1961.) некадашња је атлетичарка која је до 1991. представљала Совјетски Савез, потом Уједињени тим 1992. и касније Украјину. Она је Олимпијска шампионка 1988. у трци на 3.000 метара.

## Каријера
Као Татјана Самоленко била је Олимпијска шампионка 1988. на 3.000 метара, Светска шампионка 1987. на 1.500 и 3.000 метара и Светска шампионка у дворани 1987. на 3.000 метара. На 1.500 метара освојила је и олимпијску бронзу (1988), светско сребро у дворани (1987), европско сребро (1986) и титулу на Играма добре воље 1986.
После порођаја 1990. вратила се такмичењима 1991. под презименом Доровски и одбранила светску титулу на 3.000 метара. Освојила је и сребрну медаљу у финалу на 1.500 метара иза Хасибе Булмерке. Њено последње велико такмичење биле су Олимпијске игре 1992. где је освојила сребрну медаљу на 3.000 метара и завршила као четврта у финалу на 1.500 метара.
Њени претходни наступи били су оспорени када је била позитивна на тестирању на допинг у јуну 1993. Након овог тестирања, завршила је каријеру.

## Приватно
Рођена је у селу Секретарка у Северном округу Оренбуршке области. Одрасла је у Запорожју, где је на крају такмичарске каријере радила као професор на Институту за здравље, спорт и туризам. Њен други супруг био је атлетичар Виктор Доровски. Њен трећи супруг је некадашњи олимпијски десетобојац Александар Апајчев.

## Лични рекорди
- 800 метара - 1:58,56 - Доњецк 1985.
- 1.500 метара - 3:57,92 - Барселона 1992.
- 3.000 метара - 8:26,53 - Сеул 1988.

## Међународна такмичења
| Представљајући СССР | Представљајући СССР          | Представљајући СССР       | Представљајући СССР | Представљајући СССР | Представљајући СССР |
| Година              | Такмичење                    | Место                     | Пласман             | Дисциплина          | Резултат            |
| ------------------- | ---------------------------- | ------------------------- | ------------------- | ------------------- | ------------------- |
| 1986                | Игре добре воље              | Москва, Совјетски Савез   | 1.                  | 1.500 м             | 4:05.50             |
| 1986                | Европско првенство           | Штутгарт, Западна Немачка | 2.                  | 1.500 м             | 4:02.36             |
| 1986                | Европско првенство           | Штутгарт, Западна Немачка | 5.                  | 3.000 м             | 8:40.35             |
| 1987                | Светско првенство у дворани  | Индијанаполис, САД        | 2.                  | 1.500 м             | 4:07.02             |
| 1987                | Светско првенство у дворани  | Индијанаполис, САД        | 1.                  | 3.000 м             | 8:46.52             |
| 1987                | Светско првенство            | Рим, Италија              | 1.                  | 1.500 м             | 3:58.56             |
| 1987                | Светско првенство            | Рим, Италија              | 1.                  | 3.000 м             | 8:38.73             |
| 1988                | Олимпијске игре              | Сеул, Јужна Кореја        | 3.                  | 1.500 м             | 4:00.30             |
| 1988                | Олимпијске игре              | Сеул, Јужна Кореја        | 1.                  | 3.000 м             | 8:26.53             |
| 1991                | Светско првенство            | Токио, Јапан              | 2.                  | 1.500 м             | 4:02.58             |
| 1991                | Светско првенство            | Токио, Јапан              | 1.                  | 3.000 м             | 8:35.82             |
| Представљајући ЕУН  |                              |                           |                     |                     |                     |
| 1992                | Европско првенство у дворани | Ђенова, Италија           | 2.                  | 3.000 м             | 9:00.15             |
| 1992                | Олимпијске игре              | Барселона, Шпанија        | 4.                  | 1.500 м             | 3:57.92             |
| 1992                | Олимпијске игре              | Барселона, Шпанија        | 2.                  | 3.000 м             | 8:46.85             |